# 匡延年
匡延年（？—？），字範先，號五如，山東膠州守禦千戶所（今山東省膠州市）官籍，祖籍直隸贛榆縣，明朝政治人物。

## 生平
天啓七年（1627年）丁卯科順天鄉試第五十六名舉人。崇禎十年（1637年）登丁丑科進士。工部觀政，十二年四月授官南京太常寺博士，丁憂歸，十五年起補中書舍人，致仕歸。
匡延年熱心鄉里。登萊之變，出資協助城防。崇禎十一年（1638年），捐資重修文廟。入祀忠義祠。

## 家族
曾祖匡翼之，丁未进士，御史，升按察司按察使；祖父匡允定，庠生，封兵科給事中，赠奉政大夫户部即中；父匡铎，嘉靖乙丑進士，刑科給事中，升陕西佥事中宪大夫。